# Leo Pochhammer
Leo August Pochhammer, né le 25 août 1841 à Stendal et mort le 24 mars 1920 à Kiel, est un mathématicien prussien. Il travaille sur les fonctions spéciales et introduit le symbole de Pochhammer.
Il soutient sa thèse, intitulée De superficiei undarum derivatione, en 1863 sous la direction de Ernst Kummer à l'université de Berlin. En 1877, il devient professeur ordinaire à l'université Christian-Albrechts de Kiel avant d'en être nommé recteur en 1893.